# Fengcheng (Liaoning)
Pour les articles homonymes, voir Fengcheng.
Fengcheng (凤城 ; pinyin : Fèngchéng) est une ville de la province du Liaoning en Chine. C'est une ville-district placée sous la juridiction de la ville-préfecture de Dandong.

## Démographie
La population du district était de 600 450 habitants en 1999.

## Personnalités
Wang Liping (1976-), marcheuse sportive, championne olympique sur 20 km en 2000.